# 豊栄 (新城市)
豊栄（とよさか）は、愛知県新城市の地名。

## 地理

### 交通
- 国道301号
- 愛知県道21号豊川新城線
- 新東名高速道路

### 施設
- 臼子城址
- 泉竜寺
- 大洞山公園
- 三河カントリークラブ
- スハ山公園
- 諏訪公民館
- JA愛知東グリーンファームしんしろ
- 鍬神社
- 山公民館

## 歴史

### 地名の由来
1878年（明治11年）の合併により成立する際、当時の村長が命名したものである。

### 沿革
- 1878年（明治11年） - 南設楽郡諏訪村・今出平村・山村・臼子村が合併し、同郡豊栄村が成立[1]。
- 1889年（明治22年） - 西郷村大字豊栄となる[1]。
- 1906年（明治39年） - 千郷村大字豊栄となる[1]。
- 1955年（昭和30年） - 新城町大字豊栄となる[1]。
- 1958年（昭和33年） - 新城市大字豊栄となる[1]。

### WEB
1. ↑  “読み仮名データの促音・拗音を小書きで表記するもの(zip形式) 愛知県” (zip).   日本郵便 (2024年2月29日). 2024年3月26日閲覧。
2. ↑  “市外局番の一覧” (PDF).   総務省 (2022年3月1日). 2022年3月22日閲覧。
3. ↑  “ナンバープレートについて”.   一般社団法人愛知県自動車会議所. 2024年1月21日閲覧。

### 書籍
1. 1 2 3 4 5 6  「角川日本地名大辞典」編纂委員会 1989, p. 909.